# Агапит (Крыжановский)
Епископ Агапит (Крыжановский; ум. 9 сентября 1966, Сан-Пауло) — епископ Русской Православной Церкви Заграницей, епископ Гоянийский, викарий Сан-Паульской епархии.

## Биография
Дата рождения и происхождение неизвестны. Жил в Киеве, где был православным монахом. В 1944 году бежал на Запад. Архимандрит Почаевской лавры (1944). В годы Второй мировой войны оказался в Словацкой Республике. В августе 1944 года в Братиславе присоединился к братии монастыря преподобного Иова Почаевского, бежавшей из Ладомировой ввиду наступления Советских войск. Затем вместе с братией монастыря Иова Почаевского выехал в Швейцарию, откуда в конце 1946 — начале 1947 года эта группа насельников эмигрировала США.
В связи с прибытием в Латинскую Америку после Второй мировой войны новых беженцев расширилась деятельность Бразильской епархии, увеличилось количество приходов и священнослужителей. По ходатайству архиепископа Сан-Паульского Феодосия (Самойловича) Архиерейский Синод Русской Зарубежной Церкви направил архимандрита Агапита в Бразилию.
В течение длительного срока был настоятелем храма Покрова Божией Матери в городе Нитерой, пригороде Рио-де-Жанейро, замещая в некоторых случаях при совершении богослужений болеющего настоятеля храма в честь мученицы Зинаиды в Рио-де-Жанейро протоиерея Иоанна Наговского. Отмечается его неутомимая миссионерская деятельность: в частности, частые длительные путешествия по Бразилии для духовного окормления русских общин.
В мае 1953 года принял участие в I съезде Бразильской епархии, на котором почитал доклад «О богослужении и миссионерстве в Бразилии». В декабре 1954 года прошёл II съезд Бразильской епархии.
Планировалось его назначение епископом в Венесуэлу, но потом хиротония ввиду ряда обстоятельств была отложена.
19 мая 1957 года в Никольском соборе в Сан-Паулу был рукоположен в епископа Гоянийского, викария Сан-Паульской епархии. Хиротонию совершили: архиепископ Сан-Паульский Феодосий (Самойлович), епископ Сантъягский Леонтий (Филиппович) и епископ Буэнос-Айресский Афанасий (Мартос).
Вступил в конфликт с епископом Феодосием (Самойловичем). В 1959 году ушёл на покой и служил лишь в Покровской церкви в города Гояния, штат Гояс, Бразилия. Как отмечал архиепископ Виталий (Устинов) на Архиерейском соборе РПЦЗ 1962 года: «Епископ Агапит на всё реагировал очень нервно и резко и не только в отношении Архиепископа Феодосия, но и в отношении Синода. Отношения между Епископом Агапитом и Архиепископом Феодосием стали невозможными. Не оставалось другого выхода, как уволить Епископа Агапита на покой, но ему конечно это было обидно. Он уже почти три года на покое и его надо было бы утешить».
22 ноября 1962 года решением Архиерейского Собора РПЦЗ был восстановлен в звании викария Бразильской епархии с резиденцией в Гоянии и с титулом «Гоянийского».
В мае 1964 года был единственным иерархом РПЦЗ, кто высказался против избрания епископа Филарета (Вознесенского) новым первоиерархом РПЦЗ.
Скончался 9 сентября 1966 года. Похоронен в Сан-Пауло.

## Публикации
- Ко дню светлой памяти о. Иоанна Кронштадтского // Православная Русь. 1964. — № 20	(805)
- Чудесное исцеление моего отца по молитвам о. Иоанна Кронштадтского // Православная Русь. 1964. — № 20	(805)